# Carex sampsonii
Carex sampsonii är en halvgräsart som beskrevs av Henry Fletcher Hance. Carex sampsonii ingår i släktet starrar, och familjen halvgräs. Inga underarter finns listade i Catalogue of Life.